# 天主教費爾德基希教區
天主教費爾德基希教區（拉丁語：Dioecesis Campitemplensis）是羅馬天主教在奧地利的一個教區。屬薩爾茨堡總教區。

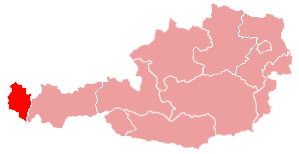
費爾德基希教區管轄範圍圖

教區位於福拉爾貝格州。2011年，有258,800名教友，估轄區總人口65.5%，有125個堂區、204名司鐸、23名終身執事、78名修士、320名修女。教區主教席位自2011年11月15日起懸空。
1925年12月11日設因斯布魯克-費爾德基希宗座署理區，1964年8月6日升為教區，1968年12月8日成為獨立的教區。